# جان مستن
جان مِـستِـن (انگلیسی: John Meston؛ ‏۳۰ ژوئیهٔ ۱۹۱۴ – ۲۴ مارس ۱۹۷۹) نویسنده و فیلم‌نامه‌نویس اهل ایالات متحده آمریکا بود.
از فیلم‌ها یا مجموعه‌های تلویزیونی که وی در آن‌ها نقش داشته‌است، می‌توان به دود اسلحه و خانه کوچک اشاره نمود.